# 維多利亞鎮區 (堪薩斯州埃利斯縣)
維多利亞鎮區（英語：Victoria Township）為美國堪薩斯州埃利斯縣轄下的鎮區。2010年美国人口普查中此鎮區人口有876人。

## 地理
維多利亞鎮區涵蓋總面積為139.1平方（53.71平方英里），其中陸地面積為139.1平方（53.71平方英里），水域面積為0平方（0.00平方英里）或0.00%。海拔高度593（1,946英尺）。

## 人口統計
根據2010年美國人口普查，維多利亞鎮區人口有876人，其中男性有457人，女性有419人，人口密度為每平方公里6.30人，住房計362戶。鎮區內的白人有860人，非裔美國人有1人，美洲原住民有4人，亞裔美國人有0人，太平洋島裔美國人有0人，其他種族有1人，混血種族則有10人。此外鎮區內有7人為西班牙裔或拉丁裔美國人。此鎮區之年齡中位數為45.5歲，而男性年齡中位數為44.9歲，女性年齡中位數為46.2歲。